# Zeina Abirached
Zeina Abirached est une auteure et dessinatrice de bande dessinée et illustratrice franco-libanaise, née à Beyrouth en 1981. Elle vit et travaille à Paris. Elle a été décorée en 2016 Chevalier de l’ordre des Arts et des Lettres.

## Biographie

### Jeunesse et formation
Zeina Abirached nait le 18 janvier 1981 à Beyrouth six années après le début de la guerre du Liban. elle habite 38 de la rue Youssef Semaani située sur la ligne de démarcation qui coupe Beyrouth.
Élevée à Beyrouth pendant la guerre du Liban, Zeina Abirached suit des études de graphisme à l'Académie libanaise des beaux-arts (ALBA). En 2004 à Paris, elle intègre un cursus spécialisé en animation à l'École nationale supérieure des arts décoratifs à Paris. Elle travaille aussi en tant qu'illustratrice indépendante.

### Carrière
En 2002, elle réalise le livre [Beyrouth] Catharsis dans le cadre du projet « chez moi chez toi » à l'atelier de recherche de l'Académie libanaise des beaux-arts. Cet ouvrage obtient le 1er prix du festival de bande dessinée de Beyrouth.
En 2006, elle publie en France ses deux premiers albums et participe au Festival international de la bande dessinée d'Angoulême. Son petit film d'animation, Mouton, produit dans le cadre de ses études aux Arts-Déco, a été sélectionné dans plusieurs festivals internationaux. Ce petit film est ensuite transposé en un livre jeunesse de 32 pages.
En 2008, son livre autobiographique Mourir, partir, revenir - Le jeu des hirondelles est en sélection officiel au festival d'Angoulême. Ce livre est ensuite traduit en plusieurs langues dont l'anglais, édité en 2012 sous le titre A Game for Swallows: To Die, To Leave, To Return.
Au total, elle a publié en France six livres aux éditions Cambourakis et deux livres aux éditions Casterman.

## Distinction

### Personnalité publique
- 2017 : Chevalier des Arts et des Lettres
- 2024 : En septembre 2024, Zeina Abirached a reçu les insignes de docteur honoris causa de l'Université de Namur[9].

## Illustrations
Zeina Abirached a illustré également plusieurs romans : Agatha de Beyrouth, écrit par Jacques Jouet et paru aux éditions Cambourakis, Le livre du Chevalier Zifar paru aux éditions Monsieur Toussaint Louverture en 2009, Le Papa-Maman écrit par Angelina Galvani (Éditions Benjamin Médias, 2010) et Père Mère un collectif dirigé par Yves Haddad (Éditions La Martinière, 2011).
Elle réalise en 2007 l'affiche du festival Les Belles Étrangères ainsi que les affiches du festival Jazz à Porquerolles de 2012 à 2014. Elle collabore avec des musiciens, dont Ibrahim Maalouf (pour le livret de Levantine Symphony en 2018).
Zeina Abirached est également l'illustratrice du livre de recettes Istanbul, les recettes culte de Pomme Larmoyer paru chez Marabout en 2015, On va déguster de François-Régis Gaudry paru chez Marabout en 2016 et de Manger Libanais de Kamal Mouzawak, paru chez Marabout en 2017.

## Description de son œuvre
Zeina Abirached produit des albums de BD en noir et blanc qui parlent du conflit au Moyen-Orient en se focalisant sur une approche intimiste des protagonistes de l'histoire plutôt que sur les aspects politiques. Son style est parfois comparé à celui de Marjane Satrapi dans Persépolis.

## Publications en France
- 2006 : [Beyrouth] Catharsis (éd. Cambourakis)
- 2006 : 38, rue Youssef Semaani (éd. Cambourakis)
- 2007 : Mourir, partir, revenir - Le jeu des hirondelles (éd. Cambourakis)
  - Sélection officielle du festival d'Angoulême 2008[7]
  - Sélection du prix Artémisia 2008[10]
- 2008 : Je me souviens - Beyrouth (éd. Cambourakis)
- 2012 : Mouton (éd. Cambourakis)
- 2014 : Agatha de Beyrouth, avec Jacques Jouet (éd. Cambourakis)
- 2015 : Le Piano oriental (éd. Casterman)
  - Prix Phénix de littérature 2015
  - Finaliste grand prix de la critique ACBD 2016[11]
  - Finaliste Prix de la BD Fnac 2016[12]
  - Sélection officielle du festival d'Angoulême 2016
  - Sélection du prix Artémisia 2016[13]
- 2018 : Prendre Refuge (éd. Casterman) - dessin de Zeina Abirached, scénario de Mathias Énard
- 2019 : Terminus Liban, le pays des voyages impossibles - revue mook trimestrielle XXI de l'hiver 2020 (récit graphique (B.D.))[14]
- 2023 : Le Prophète (éd. Seghers), de Khalil Gibran traduit par Didier Sénécal[15]